# ミリッツィ症候群
ミリッツィ症候群は、胆嚢管または胆嚢吻部に胆石が衝突して総肝管を圧迫し、閉塞および黄疸を引き起こす稀な合併症。閉塞性黄疸は、結石による直接的な外因性圧迫と慢性胆嚢炎（炎症）による線維化が原因である。胆嚢胆管異接が発生する可能性がある。

## 症状
ミリッツィ症候群には、他のより一般的な形態の閉塞性黄疸と区別する一貫したまたは独自の臨床的特徴はない。再発性胆管炎、黄疸、右上腹部の痛み、およびビリルビンと塩基性リン酸モノエステル加水分解酵素（alkaline phosphatase）の上昇の症状は、存在する場合と存在しない場合がある。この症候群の急性症状には、胆嚢炎と一致する症状が含まれる。
手術は非常に困難で、 肝胆道三角形はしばしば消失し、総胆管に損傷を与える危険性が高くなる。

## 病態生理学
複数の大きな胆石が胆嚢のハルトマン嚢に影響を与え、慢性炎症を引き起こし、総胆管 (CBD) の圧迫、壊死、線維症、そして最終的に隣接する総肝管 (CHD) への瘻孔（fustula）の形成または総胆管（CBD）につながる。その結果、CHD/CBD が瘢痕または結石によって閉塞され、閉塞性黄疸になる。 4つのタイプに分類できる。
I型 – 瘻孔が存在しない
- IA型 – 胆嚢管の存在
- IB型 – 胆嚢管の閉塞

II～IV型 – 瘻孔が存在する
- タイプ II – 総肝管直径の 33% 未満の欠陥
- タイプ III – 総肝管(CHD)直径の 33 ～ 66% の欠損
- タイプ IV – 総肝管直径(CHD diameter)の 66% を超える欠陥

## 診断
通常は、超音波検査、MRCP、またはCT スキャンによる画像検査によって診断が下される。MRCPは、手術前に解剖学的に病変を定義するために使用できる。閉塞性黄疸または胆管炎を軽減するよう内視鏡で補助管（ステント）によって、または 超音波スキャン（UltraSound Scan） が総胆管結石症として誤って報告された場合、 ERCPでミリッツィ症候群と診断または確認されることがある。

## 処理
単純胆嚢摘出術は、I 型患者に適している。タイプII～IVの場合、主胆管の損傷を避けるために、局所胆嚢摘術を行うことができる。胆嚢摘出術や腸管の口と口を吻合が必要になる場合がある。 Roux-en-Y肝空腸吻合術は、いくつかの研究で良好な結果を示している。

## 統計的疫学
ミリッツィ症候群（Mirizzi's syndrome）は、胆石患者の約 0.1% に発生する。胆嚢摘出術の 0.7 ～ 2.5% に見られる。
男性と女性に等しく影響を及ぼすが、高齢者により頻繁に影響を与える傾向がある。人種が疫学に関係しているという証拠はない。

## 語源
アルゼンチンの医師、パブロ・ルイス・ミリッツィ (1893–1964) にちなんで名付けられた。ミリッツィは故郷で教育と訓練を受け、その後、さらなる教育と訓練のために全米の最高の病院をいくつか訪れた。ミリッツィは腹部および胸部外科を専門としており、関連する外科的トピックについて多くの記事を書いた 。